# Морган, Джон Адамс
Джон Адамс Морган (англ. John Adams Morgan; 17 сентября 1930, Ойстер-Бей, Нью-Йорк — 23 января 2025) — американский бизнесмен и яхтсмен. Чемпион Олимпийских игр 1952 года в парусном спорте.

## Биография

### Ранние годы
Родился 17 сентября 1930 года в городе Ойстер-Бей, на Лонг-Айленде, в семье банкира Генри Стерджиса Моргана (1900—1982) и его жены Кэтрин Фрэнсис Ловеринг Адамс (1902—1988). По материнской линии он приходится внуком министру ВМС США Чарльзу Фрэнсису Адамсу, прапраправнуком 6-го президента США Джона Куинси Адамса и прапрапраправнуком 2-го президента США Джона Адамса. По отцовской линии его прадедом был Джи Пи Морган — известный финансист и один из богатейших людей своего времени.
В 1949 году окончил школу Гротон и поступил в Йельский университет, где был игроком футбольной команды и который окончил в 1953 году со степенью бакалавра искусств.
В 1952 году Морган принял участие в соревнованиях по парусному спорту на Олимпийских играх в Хельсинки, где в составе американского экипажа завоевал золотую медаль в 6-метровом R-классе.

### Карьера
С 1956 по 1966 год был партнёром в компании Dominick and Dominick. C 1966 по 1982 год работал в Smith Barney на должностях старшего вице-президента в отделе корпоративных финансов, заместителем председателя по вопросам слияния и поглощения, а также был членом исполнительного комитета и директором Smith Barney International Inc.
В 1982 году основал рознично-брокерскую фирму Morgan Lewis Githens & Ahn, Inc. В 2001 году фирма и брокерская лицензия были выкуплены недавно созданной MLGA Holdings. После этого, в 2002 году, Морган вместе с Фредом Джозефом стал соучредителем новой компании Morgan Joseph LLC. В декабре 2010 года Morgan Joseph LLC объединилась с Tri-Artisan Partners LLC под общим названием Morgan Joseph TriArtisan Group, Inc.

## Личная жизнь
Морган был женат 5 раз. Первым браком с 1953 по 1957 год был женат на Элизабет Роббинс Чоат. В этом браке родился сын Джон Адамс Морган-младший.
Во второй раз женился в 1962 году на Тане Госс. Сын — Чонси Госс Морган.
Третья жена — Энн Чут (с 1992).
В конце 1990-х Морган познакомился со своей четвёртой женой Соней Тремонт (р. 1963). Считается, что они впервые встретились в итальянском ресторане San Pietro в Нью-Йорке, где Соня работала хостесс. Они состояли в браке с 1998 по 2006 год и имели дочь Куинси Адамс Морган (р. 2000). Соня в дальнейшем получила известность благодаря участию в реалити-шоу Настоящие домохозяйки Нью-Йорка.
В пятый раз женился в 2010 году на Конни Морган.

### Смерть
Умер 23 января 2025 года в возрасте 95 лет.